# Everdell
Everdell é um jogo de tabuleiro para 1 a 4 jogadores (ou 1 a 6, com expansões) criado por James Wilson e publicado pela Starling Games em 2018. No jogo, os jogadores controlam animais que constroem uma cidade na floresta ao longo das quatro estações do ano, reunindo recursos, recrutando trabalhadores e jogando cartas de edifícios. 
Uma adaptação do jogo chamada Everdell Farshore foi lançada em dezembro de 2023.

## Jogabilidade
Ao longo de quatro estações, os jogadores colocam as duas peças de animais da floresta em locais do tabuleiro para obter recursos e comprar cartas, que darão pontos de vitória ou habilidades especiais para ajudar a construir mais edifícios. O jogo começa de forma simples, aumentando a sua complexidade à medida que as cartas jogadas desenvolvem sinergias com as cartas que vão sendo adquiridas. Além dos pontos obtidos ao jogar cartas, os jogadores pontuam ao desencadear eventos básicos e especiais, e ao reunir determinadas combinações de cartas e bónus de final de jogo.

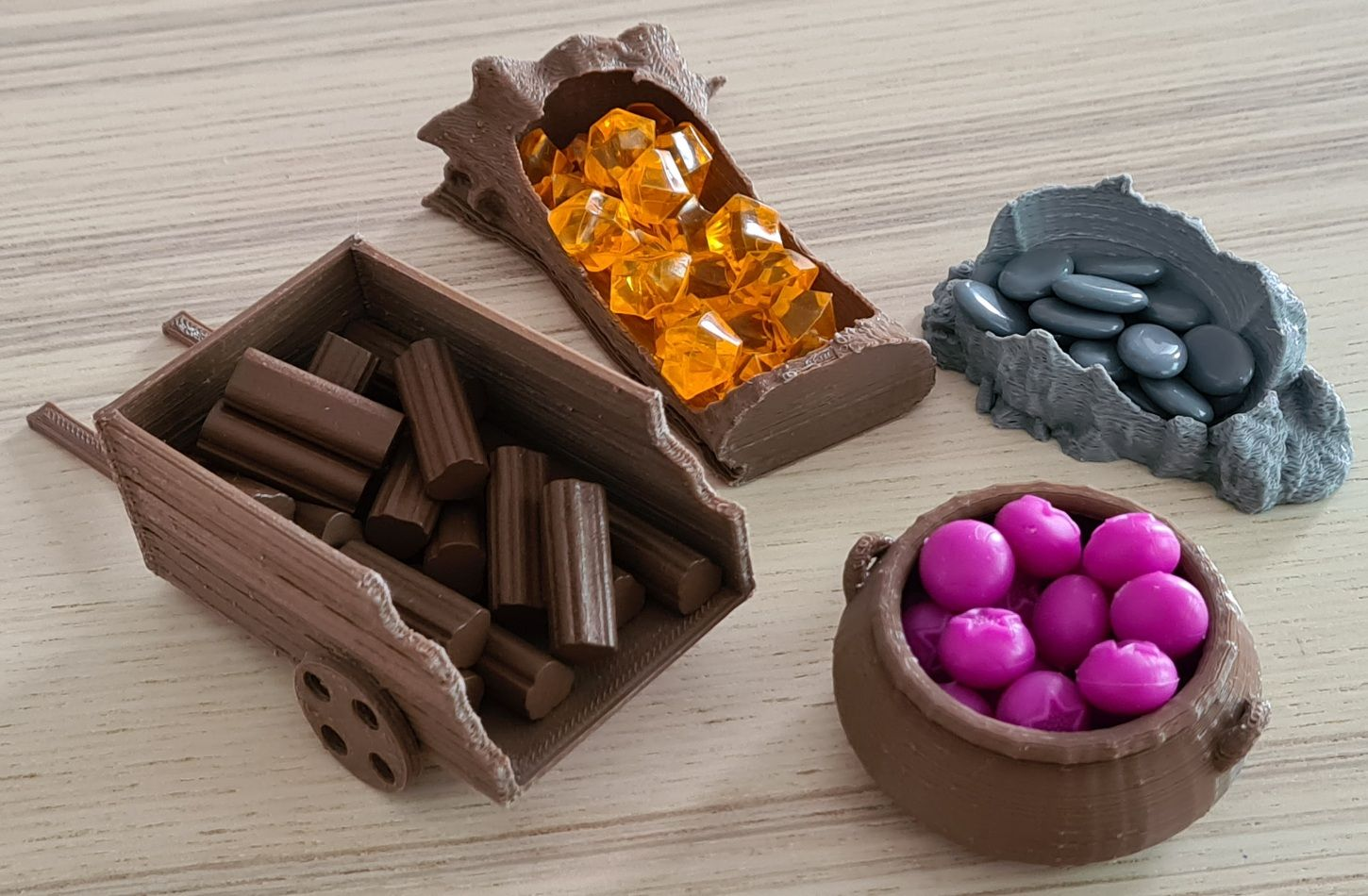
Componentes do jogo

## Expansões
A Starling Games realizou diversas campanhas bem-sucedidas no Kickstarter para financiar expansões para o jogo.

## Videojogo
Uma adaptação desenvolvida pela Dire Wolf foi lançada em julho de 2022 na Steam, iOS e Android.  Uma versão para a Nintendo Switch foi lançada em setembro de 2022.